# Musée Maillol de Paris
Pour les articles homonymes, voir Maillol et Vierny.
Le musée Maillol est un musée privé situé au 61 de la rue de Grenelle dans le 7e arrondissement de Paris.
Créé le 20 janvier 1995 par Dina Vierny, la muse du sculpteur Aristide Maillol, il présente de nombreuses œuvres de Maillol, ainsi qu'une collection d'art moderne du XXe siècle en peinture, sculpture et dessin. Les expositions temporaires sont consacrées à l'art des XXe siècle et XXIe siècle.
Dina Vierny demande à l'architecte Pierre Devinoy de concevoir l'aménagement intérieur du musée.
Jusqu'en 2020, le musée est exploité par l'entreprise Culturespaces, filiale du groupe Engie (ancien GDF-Suez). La fondation Dina Vierny-Musée Maillol a été reconnue d'utilité publique par l'État français. Elle est reconnue comme fondation dans le droit américain.

## Historique

### Avant Maillol
Le poète Alfred de Musset vit dans l'hôtel particulier entre 1824 et 1840. Plus tard, le peintre Paul Baudry y installe son atelier.

### Création du musée
Le musée Maillol est l'aboutissement de toute la vie de Dina Vierny, modèle du sculpteur Aristide Maillol à partir de ses quinze ans. Dina Vierny posera aussi pour de nombreux peintres amis de Maillol, comme Henri Matisse, Pierre Bonnard ou Raoul Dufy.
En 1964, Dina Vierny fait don à l'État des sculptures monumentales de Maillol. André Malraux, ministre de la Culture, les installe en plein air dans les jardins des Tuileries. La même année, elle crée sa fondation dont le but est de faire connaître au public l'œuvre d'Aristide Maillol.
Le 20 janvier 1995, le musée Maillol est inauguré dans un hôtel particulier du 7e arrondissement de Paris, l'hôtel Bouchardon. Sa rénovation, dirigée par Dina Vierny et l'architecte Pierre Devinoy, aura duré plus de quinze années. Il réhabilite à cette occasion les sous-sol pour y accueillir le restaurant qui était auparavant depuis 1951 le Cabaret La Fontaine des Quatre-Saisons, ouvert par les frères Jacques et Pierre Prévert.
L'espace du musée Maillol offre aujourd'hui quelque 4 250 m² de superficie. Outre les salles consacrées aux œuvres de Maillol et aux collections permanentes, des espaces permettent d'accueillir des expositions temporaires.
En février 2015, l'établissement est en crise à la suite de la liquidation judiciaire de la société Tecniarte, qui organisait toutes les expositions de la galerie depuis la mort de Dina Vierny, en 2009. L’exposition sur « Le Baiser dans l’art : de la Renaissance à nos jours », prévue à partir du 25 mars, est officiellement reportée.
En 2016, le musée reprend ses activités avec une programmation confiée à Culturespaces (Engie) qui met fin à son contrat en 2020.
En 2021, la réouverture du musée est gérée directement par les héritiers de Dina Vierny, avec le soutien de l'opérateur culturel belge Tempora.

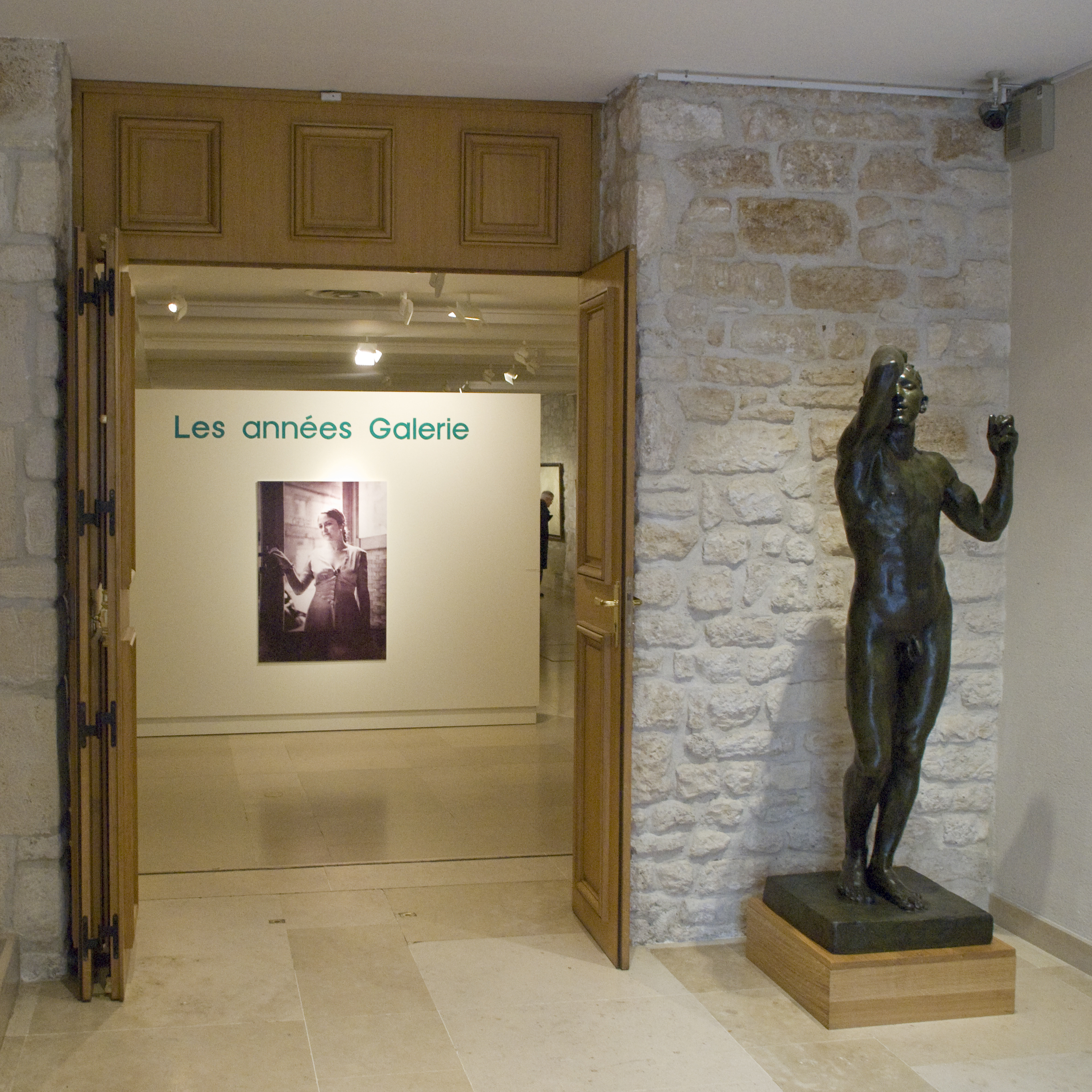
L'intérieur du musée.
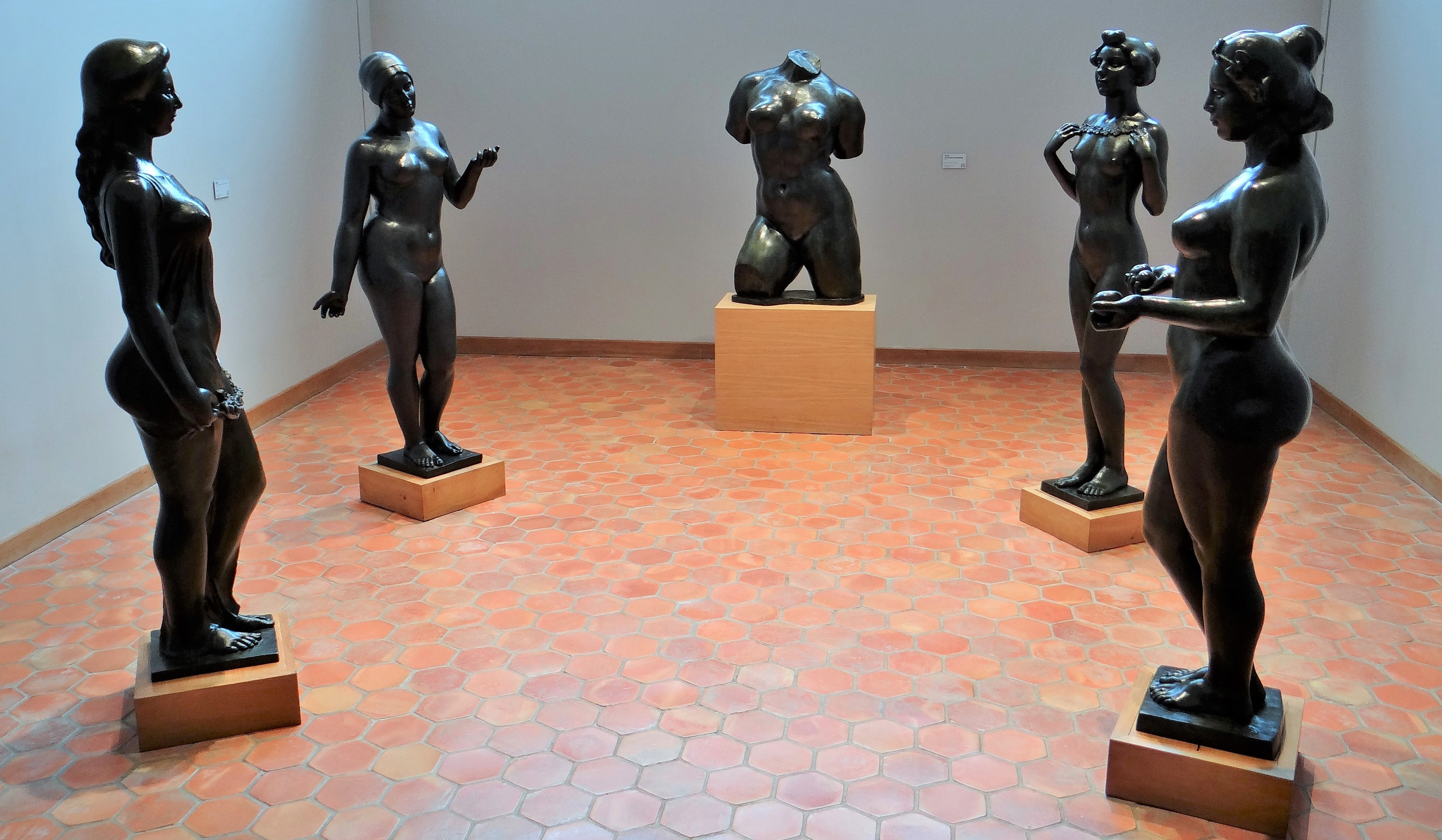
Salles des bronzes.
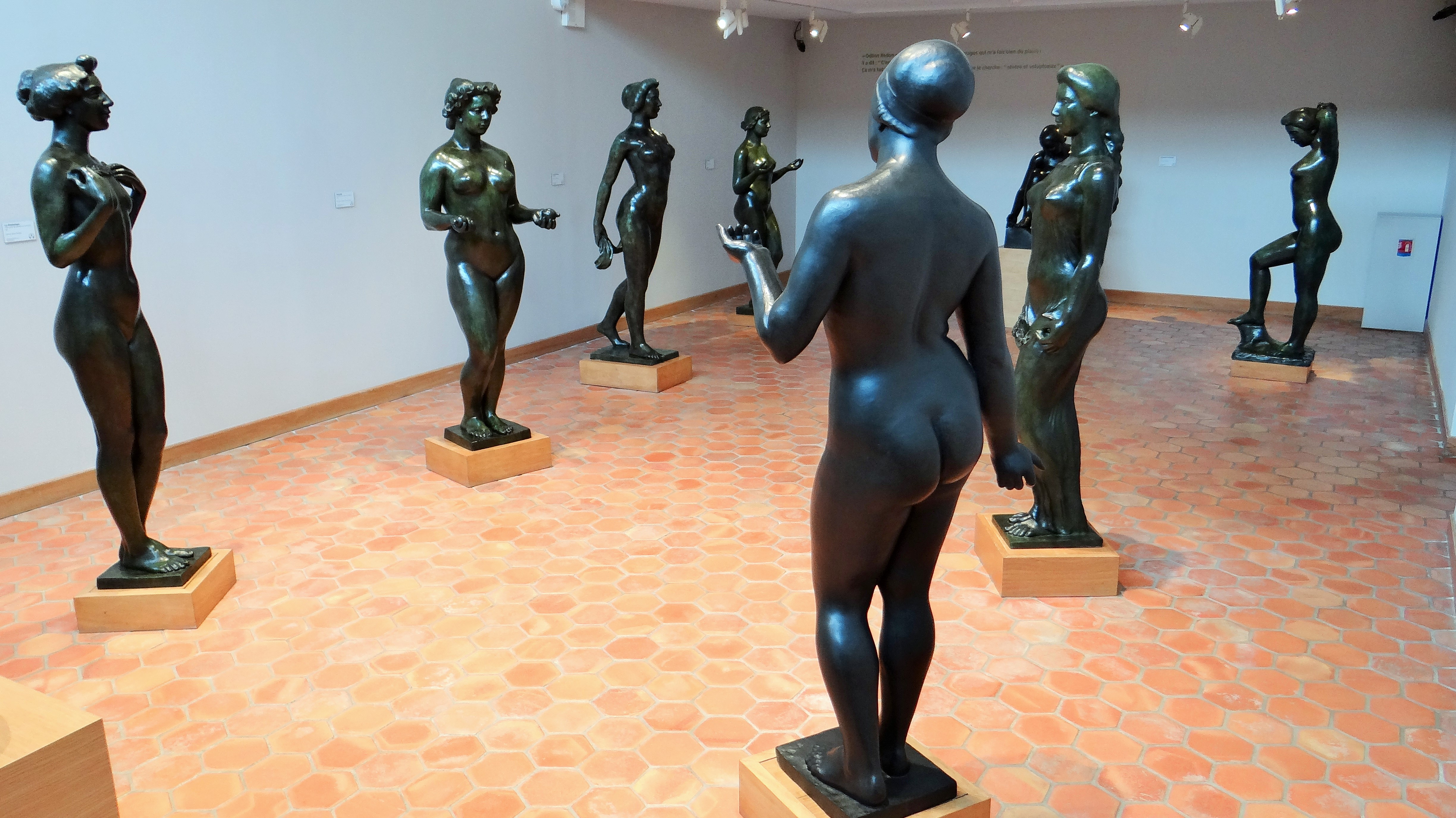
Salles des bronzes.
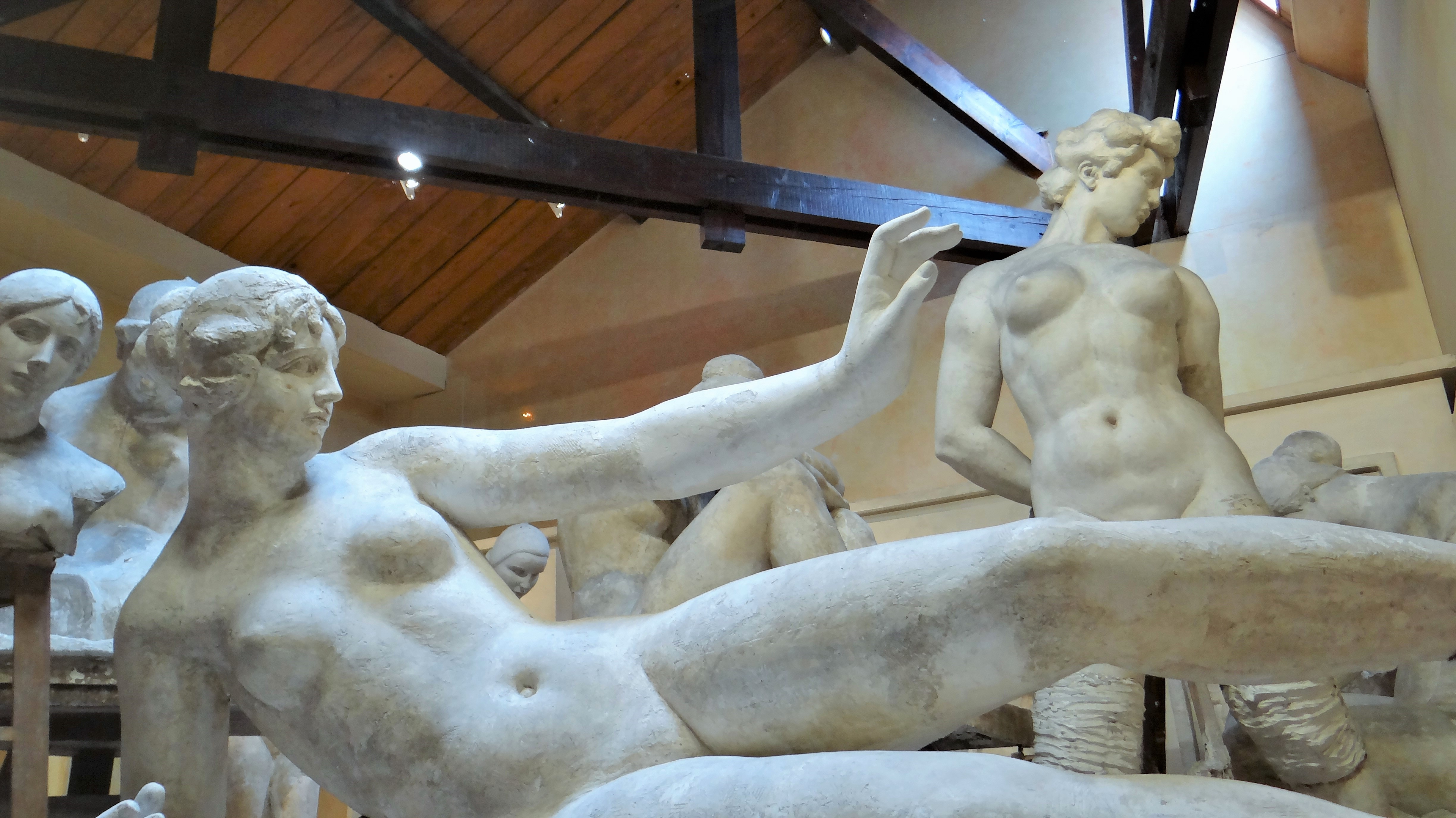
Atelier, plâtres.
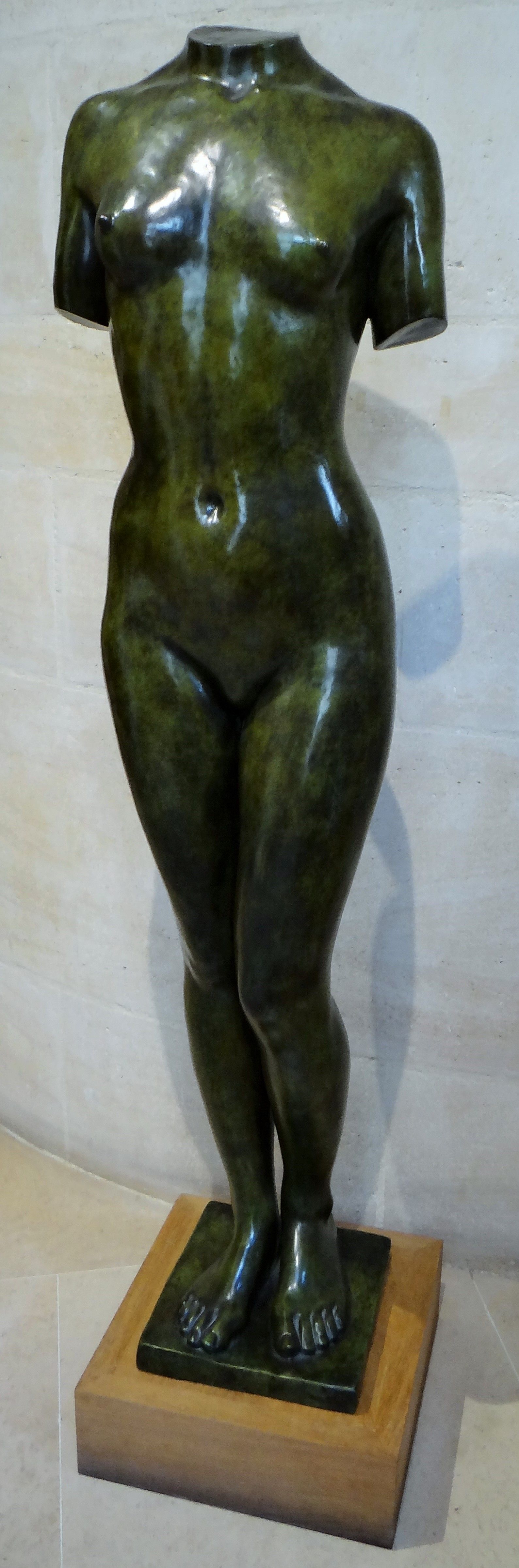
Torse du Printemps_1911, bronze.
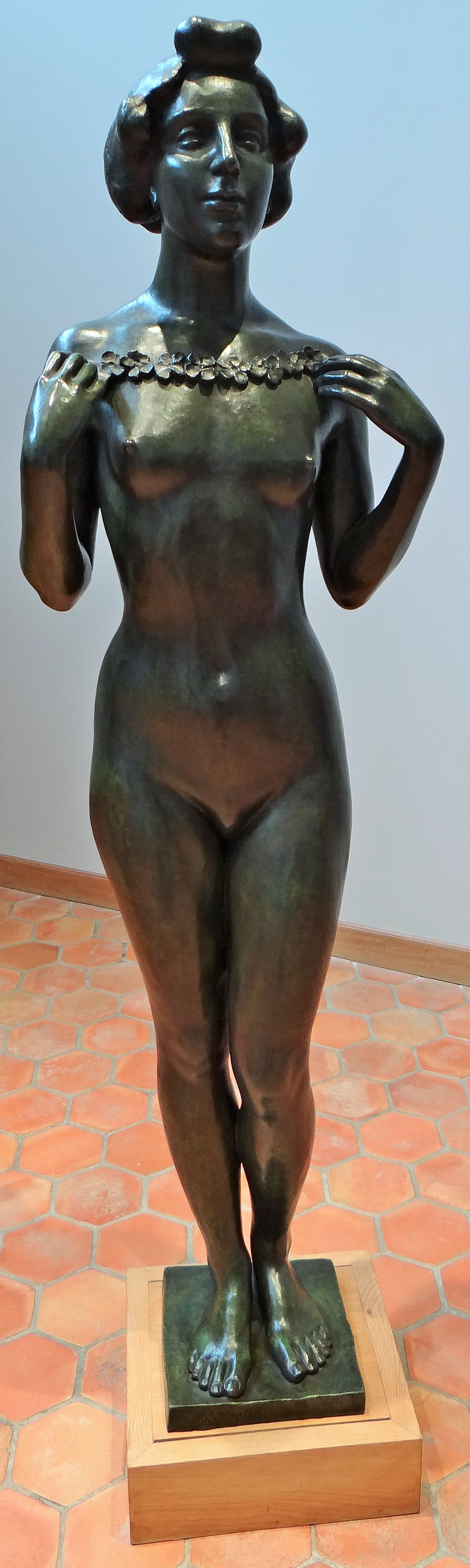
Le Printemps, 1911, bronze.
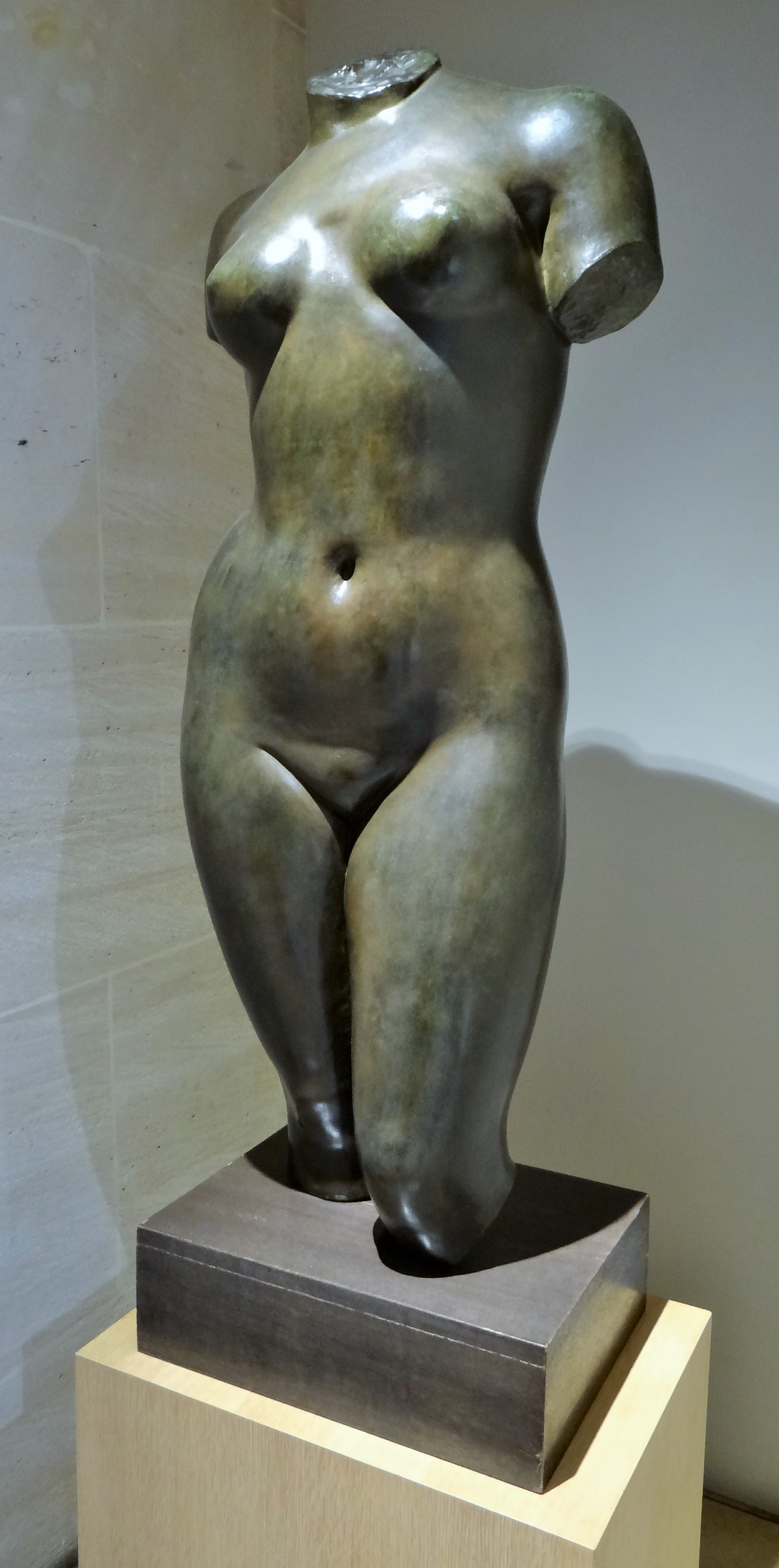
Torse de Vénus, 1918-1925, bronze.
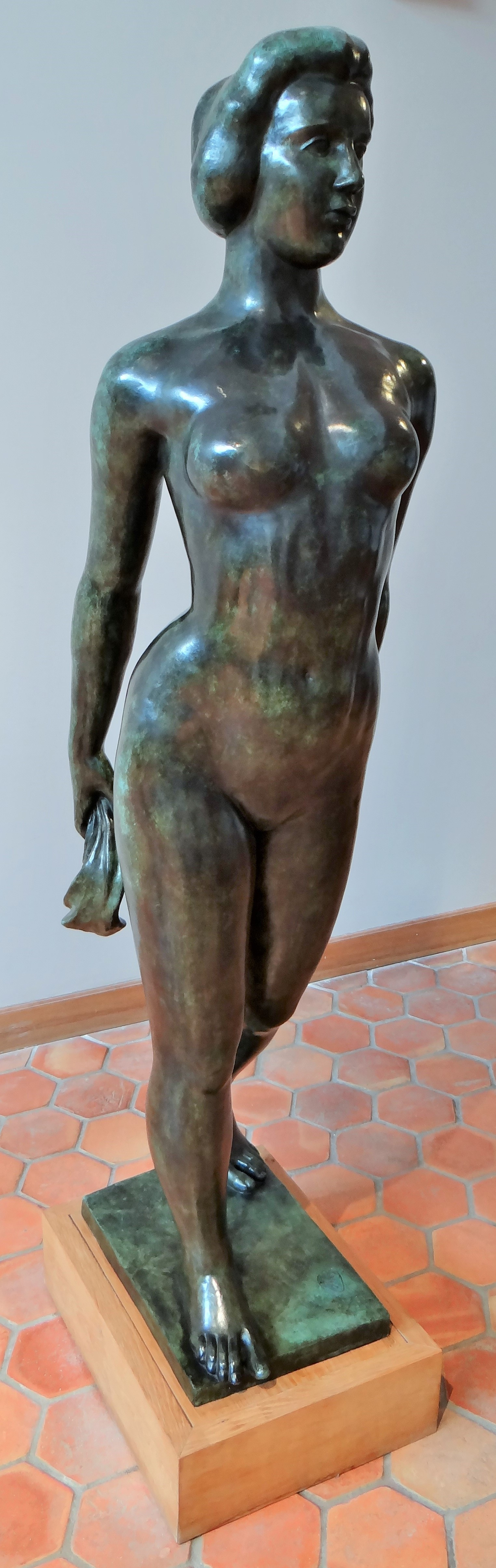
Ile-de-France, 1921-1925, bronze.
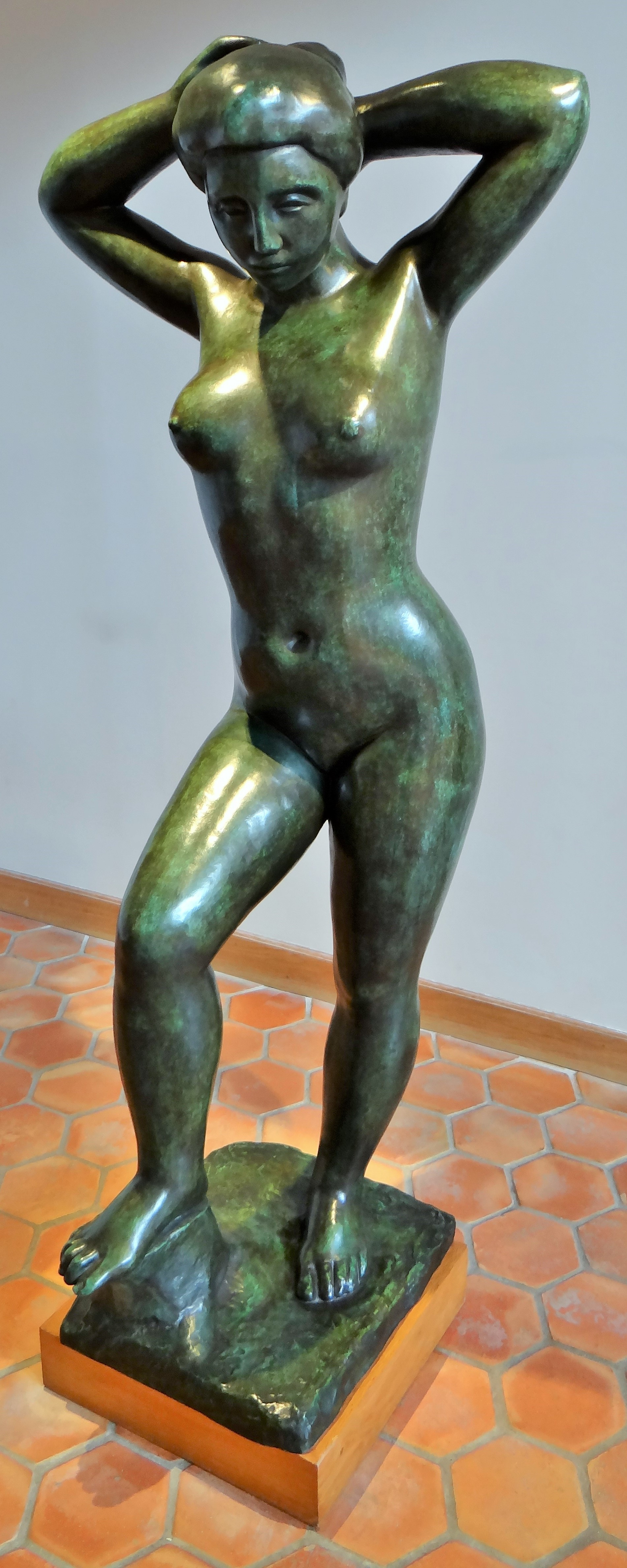
Baigneuse debout se_coiffant, 1930, bronze.
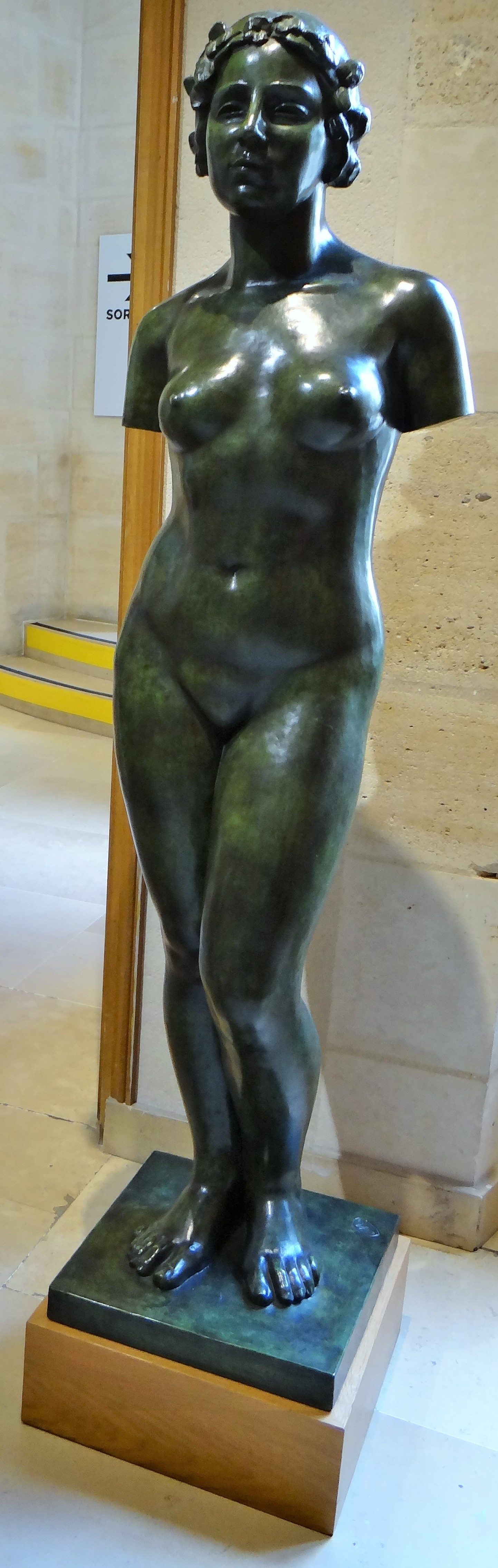
La Nymphe sans_bras, 1930, bronze.
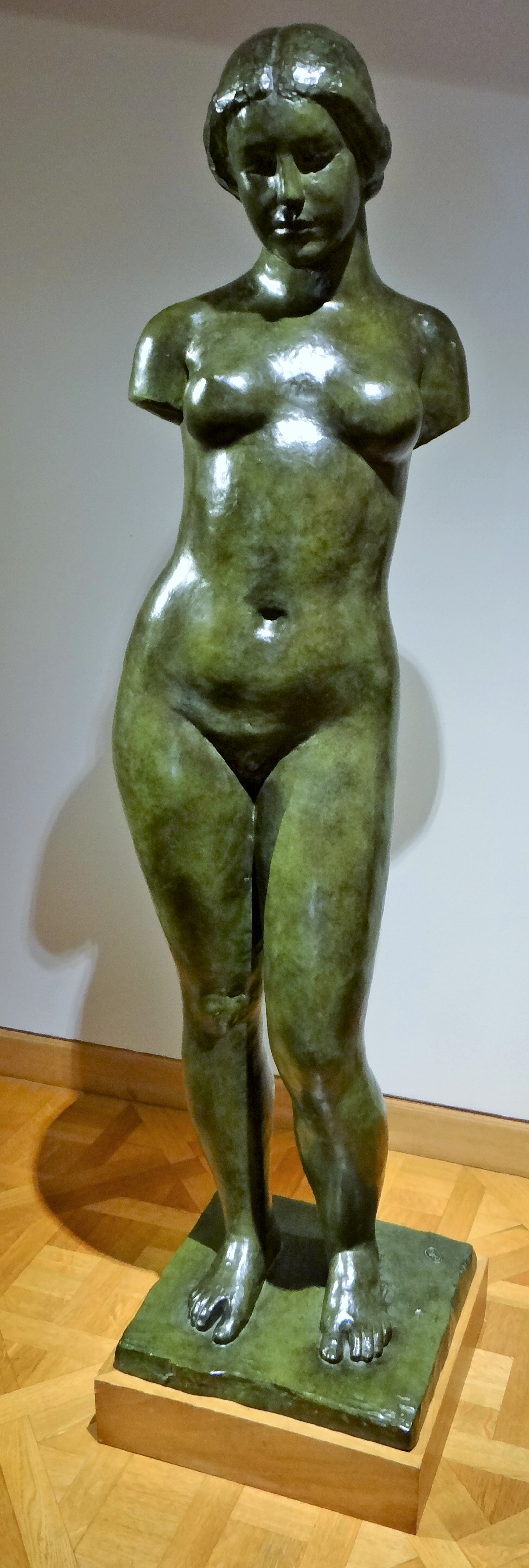
Harmonie 1er état, 1940, bronze.
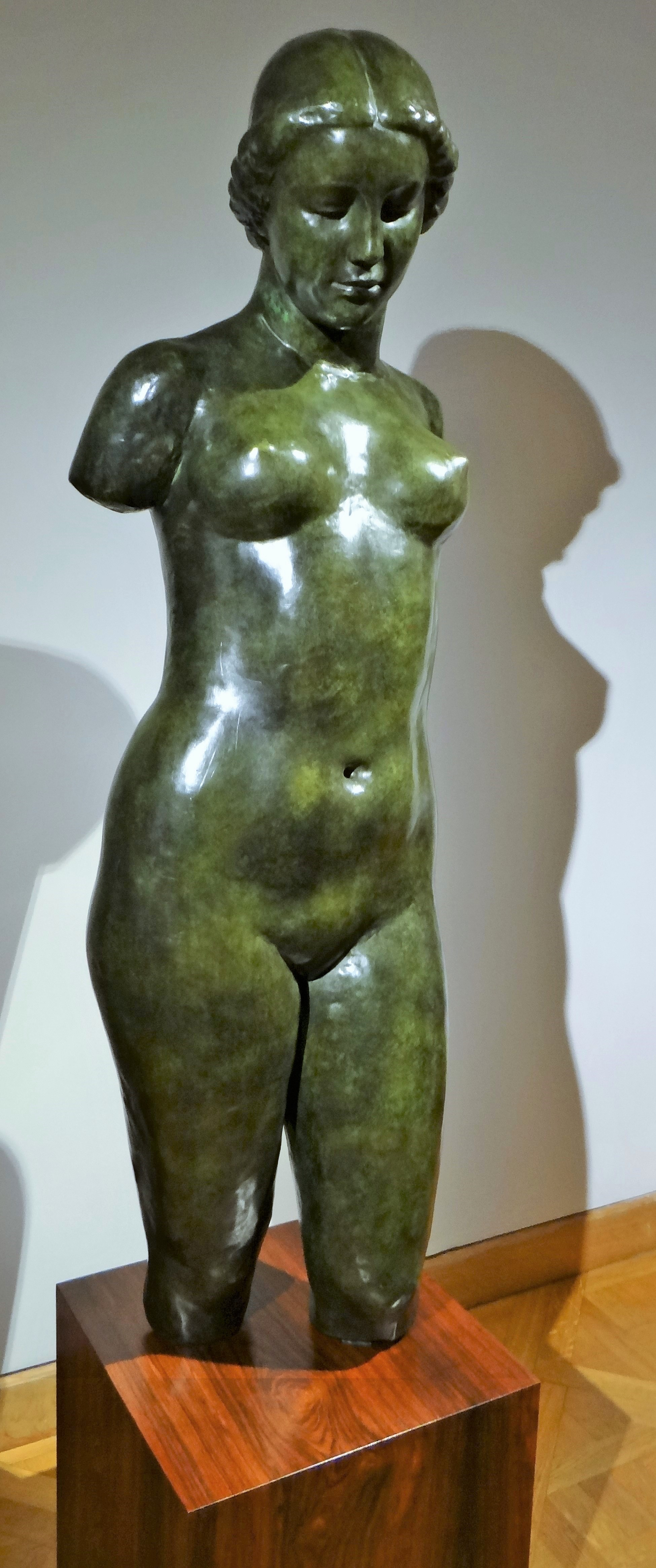
Torse de Dina, 1943, bronze.
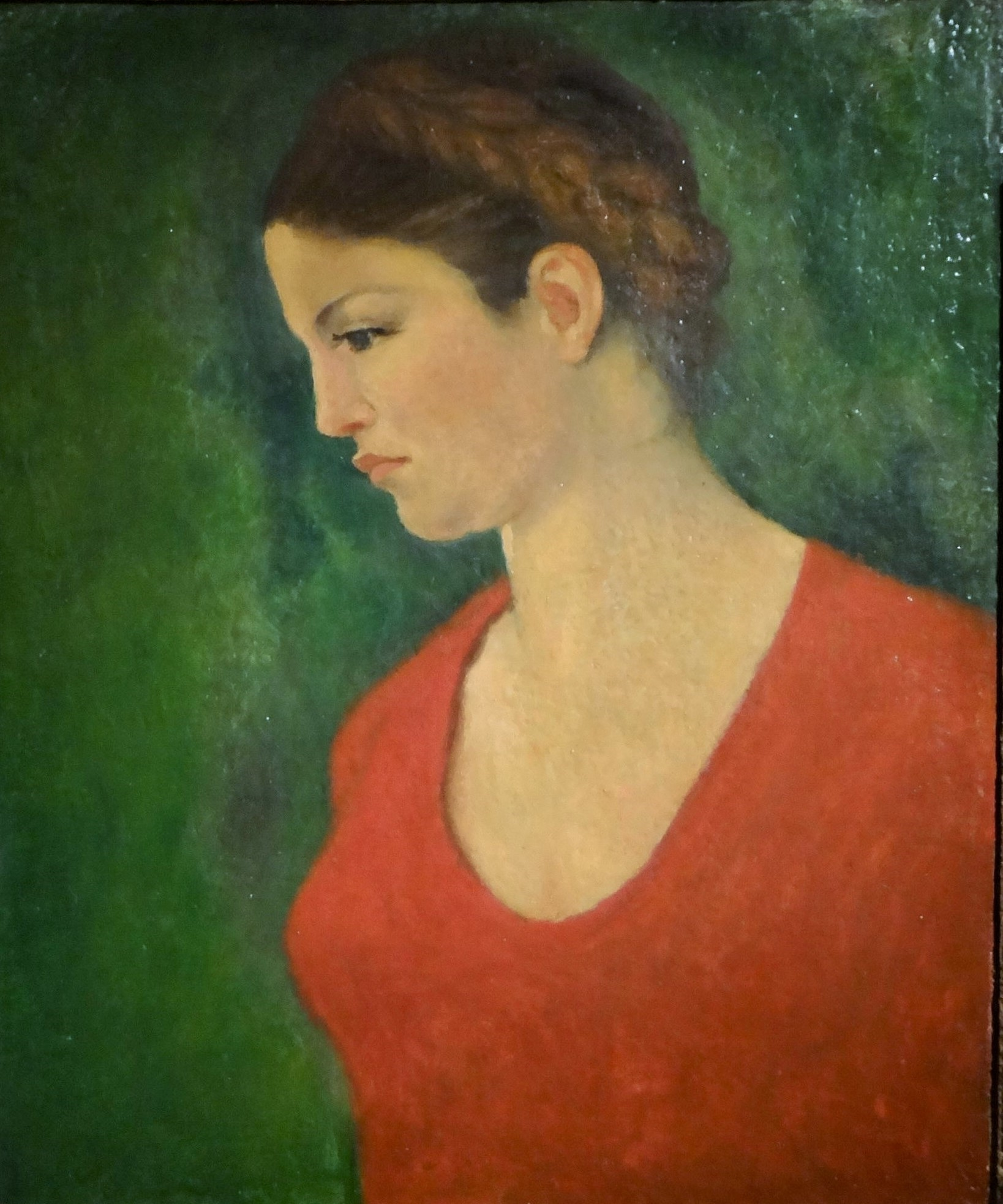
Portrait de Dina, 1940, huile sur toile.

### Expositions temporaires
- André Bauchant (1873-1958) : du 9 mars au 15 octobre 1995
- Serge Poliakoff (1900-1969) : du 2 novembre 1995 au 30 mai 1996
- Maillol, la passion du bronze : du 13 décembre 1995 au 30 mars 1996
- René Rimbert (1896-1991) : du 5 juin au 30 octobre 1996
- Giorgio Morandi (1890-1964) : du 6 décembre 1996 au 17 février 1997
- Émile Gilioli (1911-1977) : du 27 février au 15 mai 1997
- Jean-Michel Basquiat (1960-1988), œuvres sur papier : du 23 mai au 15 octobre 1997
- Le nu dans l'œuvre de Félix Vallotton (1865-1925) : du 5 novembre 1997 au 9 mars 1998
- Michel Hass, le parcours de vingt années 1979-1999 : du 20 mars au 31 mai 1998
- Frida Kahlo (1907-1953) et Rivera Diego (1886-1957), regards croisés : du 17 juin au 30 septembre 1998
- L'école de Londres : du 10 octobre 1998 au 25 janvier 1999
- Maria Elena Vieira da Silva (1908-1992) : du 3 mars au 13 juin 1999
- Keith Haring (1958-1990) : du 23 juin au 10 octobre 1999
- Erik Boulatov : du 21 octobre 1999 au 24 janvier 2000
- Raymond Mason : du 17 février au 10 mai 2000
- Pierre Bonnard (1867-1947) : du 31 mai au 10 octobre 2000
- Frank Horvat, a daily report 1999 : du 26 octobre au 26 novembre 2000
- Daniel Baugeste, Dior by Baugeste B ready, make it mine : du 1er décembre 2000 au 7 janvier 2001
- La vérité nue : du 19 janvier au 23 avril 2001
- Maillol (1861-1944), peintre : du 6 juin au 29 octobre 2001
- Bengt Olson, dans la lumière du nord : du 15 novembre 2001 au 21 janvier 2002
- Toulouse-Lautrec (1864-1901) et l'affiche : du 8 février au 19 mai 2002
- Robert Rauschenberg, les dix dernières années : du 6 juin au 14 octobre 2002
- Christian Schad (1894-1982) : du 6 novembre 2002 au 16 février 2003
- Raoul Dufy (1877-1953), un autre regard : du 5 mars au 16 juin 2003
- Jean-Michel Basquiat (1960-1988), histoire d'une œuvre : du 27 juin au 23 octobre 2003
- Fernando Botero, œuvres récentes : du 7 novembre 2003 au 15 mars 2004
- Bacon Francis, le sacré et le profane : du 7 avril au 30 juin 2004
- Serge Poliakoff, la saison des gouaches : du 8 septembre au 7 novembre 2004
- Julio González, dans la collection de l'IVAM : du 17 novembre 2004 au 21 février 2005
- Gustav Klimt, papiers érotiques : du 9 mars au 30 mai 2005
- Robert Couturier fête ses 100 ans au musée Maillol : du 23 juin au 12 septembre 2005
- De Picasso à Basquiat, le feu sous les cendres : du 8 octobre 2005 au 13 février 2006
- René Magritte, tout en papier : du 8 mars au 19 juin 2006
- Stern Bert - Marilyn, la dernière séance : du 29 juin au 30 octobre 2006
- Levy Ra'anan, la chambre double : du 16 novembre 2006 au 29 janvier 2007
- Pascin (1885-1930), le magicien du réel : du 14 février au 4 juin 2007
- Weegee (1899-1968), dans la collection Berinson : du 20 juin au 15 octobre 2007
- Allemagne, les années noires : du 31 octobre 2007 au 4 février 2008
- Le Musée Maillol s'expose : du 20 février au 2 juin 2008
- China gold, l'art contemporain chinois : du 18 juin au 13 octobre 2008
- Séraphine (1864-1942) : du 1er octobre 2008 au 18 mai 2009
- Vers de nouveaux rivages - l'avant-garde russe dans la collection Georges Costakis : du 13 novembre 2008 au 2 mars 2009
- Condo George, la civilisation perdue : du 17 avril au 17 août 2009
- Guy Peellaert (1934-2008), Bye Bye, Bye Baby, Bye Bye : du 27 mai au 28 septembre 2009
- Serge Poliakoff (1900-1969) : du 3 septembre 2009 au 31 janvier 2010
- Vanités, de Caravage à Damien Hirst : du 3 février au 28 juin 2010
- Trésor des Médicis : du 29 septembre 2010 au 13 février 2011
- Philippe Perrin, Under the gun :10 novembre 2010 au 31 janvier 2011
- Miró sculpteur : du 16 mars 2011 au 31 juillet 2011
- Pompéi - un art de vivre : du 21 septembre 2011 au 12 février 2012
- Artemisia Gentileschi (1593-1652) : du 14 mars au 15 juillet 2012
- Canaletto (1697-1768) a Venise Du 19 septembre 2012 au 10 février 2013.
- Pixi, l'univers Pixi d'Alexis Poliakoff : 10 octobre 2012 au 10 février 2013
- Fragile: Murano, chefs-d'œuvre de verre de la Renaissance au XXIe siècle : du 27 mars au 28 juillet 2013
- Les Étrusques : du 18 septembre 2013 au 9 février 2014
- Le Trésor de Naples, les joyaux de San Gennaro : du 19 mars au 20 juillet 2014. Première exposition de ces objets à l'étranger.
- Les Borgia et leur temps De Léonard de Vinci à Michel-Ange : 17 septembre 2014 – 15 février 2015
- David Kakabadzé, Passages : 17 septembre 2014 – 15 février 2015
- Tout est art ? Ben au musée Maillol : 14 septembre 2016 - 15 janvier 2017
- 21, rue La Boétie. Picasso, Matisse, Braque, Léger, Laurencin... Présentation du marchand d’art Paul Rosenberg : du 2 mars au 23 juillet 2017
- Pop Art - Icons that matter Collection du Whitney Museum of American Art, New York : du 22 septembre 2017 au 21 janvier 2018
- Foujita. Peindre dans les années folles : du 7 mars au 15 juillet 2018
- Giacometti Entre tradition et avant-garde : du 14 septembre au 20 janvier 2019
- La collection Emile Bürhrle : du 20 mars au 21 juillet 2019
- Du Douanier Rousseau à Séraphine. Les grands maîtres naïfs : du 11 septembre 2019 au 19 janvier 2020
- Esprit es-tu là ? Les peintres et les voix de l'au-delà : du 10 juin 2020 au 1er novembre 2020
- Albert Uderzo : Uderzo, comme une potion magique : du 27 mai 2021 au 31 octobre 2021
- Le monde de Steve McCurry : du 09 décembre 2021 au 31 juillet 2022
- Hyperréalisme - Ceci n'est pas un corps : du 8 septembre 2022 au 5 mars 2023
- Elliott Erwitt. Une rétrospective, du 23 mars au 15 août 2023.
- Chéri Samba, dans la collection Jean Pigozzi : du 17 octobre 2023 au 7 avril 2024
- Andres Serrano. Portraits de l'Amérique, du 27 avril au 13 octobre 2024.

## Administration
- Président et directeur : Olivier Lorquin
- Vice-président : Bertrand Lorquin

À partir de 2015, le musée est géré par l'organisme Culturespaces, créé par Bruno Monnier. Culturespaces s'engage à concevoir deux expositions temporaires par an, gérer l’accueil du public et le parcours des collections permanentes, organiser la billetterie, les espaces commerciaux, boutique et café. L'objectif étant de remettre en valeur les fondateurs du musée : Aristide Maillol et Dina Vierny. Le contrat de gestion qui liait Culturespaces à la Fondation Dina Vierny-musée Maillol prend fin le 1er novembre 2020.